# Erik Satie
 Der er for få eller ingen kildehenvisninger i denne artikel, hvilket er et problem. Du kan hjælpe ved at angive troværdige kilder til de påstande, som fremføres i artiklen.

Eric Alfred Leslie Satie (født 17. maj 1866 i Honfleur, død 1. juli 1925 i Paris) var en fransk komponist og pianist.

## Barndom og ungdom
Erik Satie voksede op i Honfleur i Normandiet som søn af Alfred Satie og Jane Leslie Anton, som var af skotsk afstamning. Han begyndte på musikundervisning som 10-årig i 1876 hos en lokal organist. Efter at være flyttet til Paris i 1878 begyndte Erik Satie på konservatoriet i 1879.

## Efter konservatoriet
Han sluttede på konservatoriet i 1886, og i 1887 publicerede hans far nogle af hans første kompositioner. Samme år flyttede han til Montmartre, hvor han frekventerede kabareten Le Chat Noir, hvor han af og til dirigerede orkestret. Satie fik hurtigt et ry som værende sindssyg, da han ofte talte med sig selv, og altid gik i det samme jakkesæt[kilde mangler].
Han var nær ven af Claude Debussy og har tjent som inspiration for mange af Debussys mere progressive ideer.
Satie afskyede det franske musikalske ideal og var fascineret af H.C. Andersen og Vikinger. Derfor underskrev han sine værker med Erik med k. Hans afsky for det traditionelle ses også i hans skæve titler (f.eks. "Trois Morceaux en forme de poire" – Tre pæreformede stykker. Grunden til netop denne titel er, at en musikanmelder skrev, at "... denne Satie! Hans musik har jo ingen Form!") og de kommentarer, han skrev til musikeren i sine noder, i stedet for de traditionelle italienske indfølende udtryk.
Satie var en excentriker: Han boede alene i et værelse, som ingen anden fik adgang til. Han samlede paraplyer i hundredvis, og sommer og vinter gik han i stribede bukser og jaket og var ikke accepteret af tidens musikkritikere og musikere. Det ændredes, da Maurice Ravel i 1911 fremførte nogle af Saties tidlige stykker. 

## Værkliste (ikke komplet)
150 stykker for klaver: Trois gymnopédies (1888). 
14 sange. Seks sceniske værker: Parade (1917) og Relache, Socrate (1919).